# (6784) Bogatikov
(6784) Bogatikov (1990 UN13) – planetoida z grupy pasa głównego asteroid okrążająca Słońce w ciągu 4,67 lat w średniej odległości 2,79 j.a. Odkryta 28 października 1990 roku.